# 日本ショパン協会賞
日本ショパン協会賞は、原則としてフレデリック・ショパンの演奏に対して豊かな功績のある日本人ピアニストへ日本ショパン協会が授与する賞である。
この賞は日本人が授与するため、年ではなく、年度制である。
かつてはショパン国際ピアノコンクールの成績が授与へ反映されていたが、現在はそうではなくショパン国際ピリオドピアノコンクールの成績が反映されたものが見られる。

## 受賞者一覧
- 第1回(1974年度)楊麗貞[注釈 1]
- 第2回(1975年度)三木裕子
- 第3回(1976年度)松原緑
- 第4回(1977年度)花房晴美、寺田悦子
- 第5回(1978年度)遠山慶子
- 第6回(1979年度)遠藤郁子
- 第7回(1980年度)海老彰子
- 第8回(1981年度)高橋裕希子
- 第9回(1982年度)清水和音
- 第10回(1983年度)赤津ストヤーノフ里佳子
- 第11回(1984年度)須田眞美子
- 第12回(1985年度)小山実稚恵
- 第13回(1986年度)高須礼子(ソプラノ)､山田健司(バリトン) ､ 西勇夫(ピアノ)[注釈 2]
- 第14回(1987年度)小賀野久美
- 第15回(1988年度)三木香代
- 第16回(1989年度)梅根恵
- 第17回(1990年度)阿部美果子
- 第18回(1991年度)横山幸雄
- 第19回(1992年度)伊藤恵
- 第20回(1993年度)岡田博美
- 第21回(1994年度)該当者なし
- 第22回(1995年度)高橋多佳子
- 第23回(1996年度)宮谷理香
- 第24回(1997年度)東誠三、江尻南美
- 第25回(1998年度)該当者なし
- 第26回(1999年度)永野英樹
- 第27回(2000年度)佐藤美香
- 第28回(2001年度)青柳晋
- 第29回(2002年度)岡田将
- 第30回(2003年度)田村明子、佐藤卓史
- 第31回(2004年度)江崎昌子
- 第32回(2005年度)関本昌平
- 第33回(2006年度)山本貴志
- 第34回(2007年度)該当者なし
- 第35回(2008年度)前田拓郎
- 第36回(2009年度)河村尚子
- 第37回(2010年度)大崎結真
- 第38回(2011年度)該当者なし
- 第39回(2012年度)辻井伸行、福間洸太朗
- 第40回(2013年度)該当者なし
- 第41回(2014年度)該当者なし
- 第42回(2015年度)中桐望
- 第43回(2016年度)岸美奈子
- 第44回(2017年度)外山啓介
- 第45回(2018年度)西尾真実、森田啓佑
- 第46回(2019年度)川口成彦
- 第47回(2020年度)伊藤順一、藤田真央
- 第48回(2021年度)三浦謙司
- 第49回(2022年度)反田恭平
- 第50回(2023年度)亀井聖矢
- 第51回(2024年度)牛田智大[3]